# Rottenburg an der Laaber

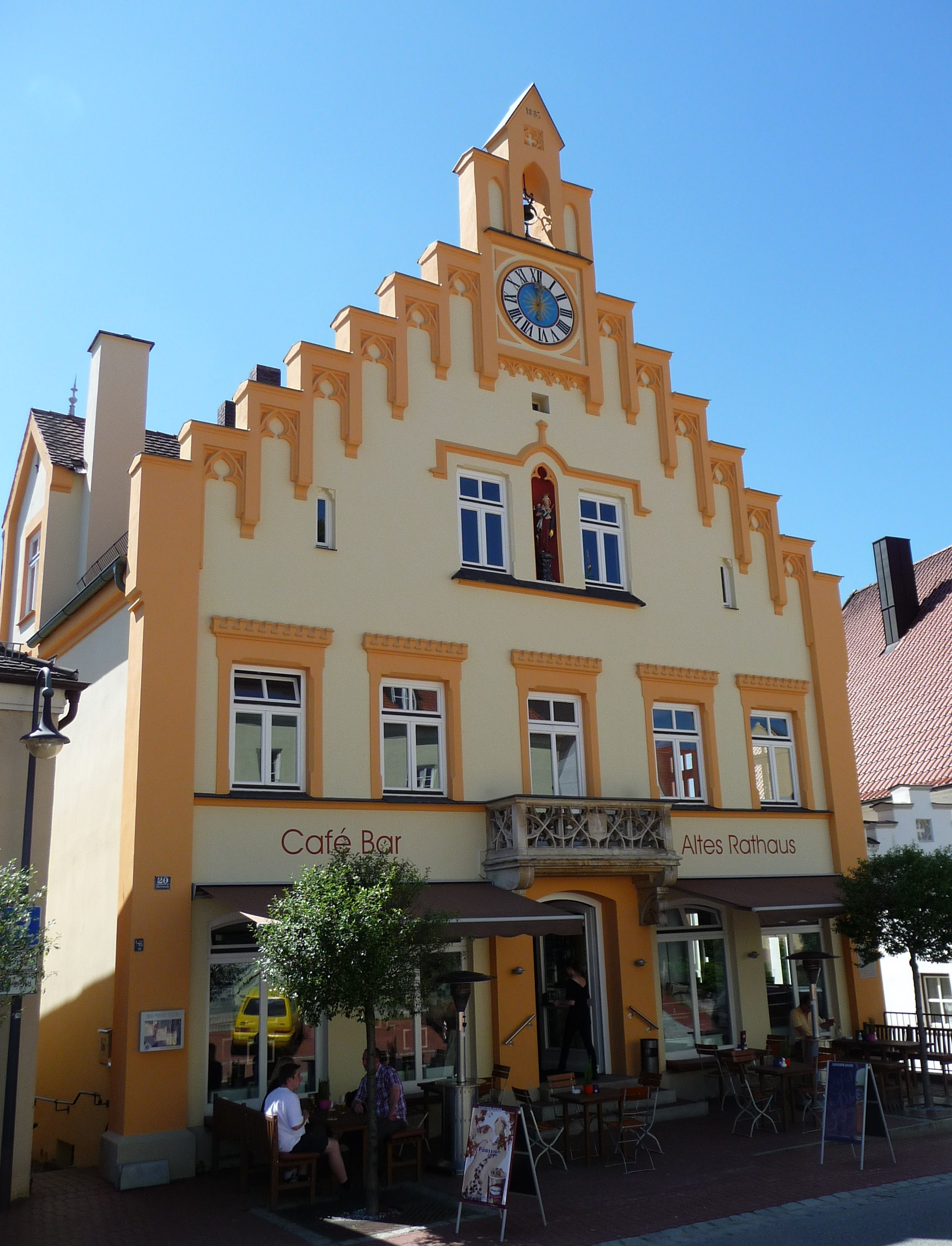
Rottenburg an der Laaber (primăria)

Rottenburg an der Laaber este un oraș din Bavaria Inferioară, landul Bavaria, Germania.